# Taisei Abe
Taisei Abe (japanisch 安部 大晴 Abe Taisei; * 7. Juni 2004 in der Präfektur Nagasaki) ist ein japanischer Fußballspieler.

## Karriere
Taisei Abe erlernte das Fußballspielen in der Jugendmannschaft von V-Varen Nagasaki. Hier unterschrieb er am 1. Februar 2022 auch seinen ersten Vertrag. Der Verein aus Nagasaki, einer Stadt in der gleichnamigen Präfektur Nagasaki, spielt in der zweiten japanischen Liga. Sein Zweitligadebüt gab Taisei Abe als Jugendspieler am 29. Mai 2021 (16. Spieltag) im Heimspiel gegen den Renofa Yamaguchi FC. Hier wurde er in der 86. Minute für den Brasilianer Caio César eingewechselt. V-Varen gewann das Spiel 3:0.